# Chronique d'Arbèles

La Chronique d'Arbèles est un texte historiographique en langue syriaque publié par Alphonse Mingana en 1907. L'éditeur le donnait pour l'œuvre d'un écrivain du nom de Mšiḥā-zkā (« Christ a vaincu »), dont l'Histoire ecclésiastique est mentionnée dans le Catalogue des livres d'Ébedjésus de Nisibe. Le texte raconte l'histoire des évêques d'Erbil (ou Arbèles), capitale de l'Adiabène, depuis la fondation du siège par Pkhida, présenté comme un disciple d'Addaï d'Édesse, jusqu'à la mort de Hnana, le vingtième évêque, survenue entre 544 et 554, ce qui fait supposer que l'auteur écrivait vers le milieu du VIe siècle, même s'il y a apparemment une partie manquante à la fin comme au début. Beaucoup des évêques mentionnés finissent leur vie en martyrs, ce qui apparente le texte à un martyrologe.
Ce texte a d'abord été considéré comme un document très précieux par nombre d'orientalistes, jusqu'à ce que de sérieux doutes soient exprimés sur son authenticité : d'abord par le Bollandiste Paul Peeters, ensuite par le jésuite Ignacio Ortiz de Urbina. En 1941, le dominicain Jacques-Marie Vosté révéla qu'Alphonse Mingana avait fait ajouter le nom de Mšiḥā-zkā sur le manuscrit par un scribe moderne du Proche-Orient. Ensuite l'orientaliste allemand Julius Assfalg examina l'unique manuscrit connu (alors désigné comme Ms. Berl. or. 3126, vendu par Mingana lui-même le 21 octobre 1907 à la Bibliothèque d'État de Berlin) et découvrit : 
1. que loin de dater du Xe siècle, comme l'avait au moins laissé dire Mingana, c'était un manuscrit moderne, et vieilli artificiellement ;
2. que le texte édité par Mingana ne correspondait pas entièrement à celui du manuscrit, et qu'il manquait même une page entière dans celui-ci par rapport au texte imprimé[7].

Peu après, le dominicain Jean Maurice Fiey dénonça la Chronique d'Arbèles comme une pure fabrication d'Alphonse Mingana, rappelant que l'authenticité d'autres textes édités par lui avait déjà été mise en doute.
La même année, pourtant, le savant anglais Sebastian P. Brock donnait des raisons de penser que les accusations portées à plusieurs reprises contre Mingana n'étaient pas forcément fondées. Il reste que la Chronique d'Arbèles a généralement été jusqu'à aujourd'hui écartée de la liste des sources fiables. Cependant le texte a été réédité dans la collection CSCO, et le responsable de cette édition, Peter Kawerau, soutient dans son introduction qu'il y a plus de données historiquement fiables dans cette Chronique qu'on ne l'a prétendu un temps. En 2001, Christelle et Florence Jullien, recourant à une critique à la fois interne et externe, concluent à la conformité générale du texte aux sources orientales (notamment le Synodicon orientale et les Actes des martyrs), et invitent à utiliser avec prudence les données concordant avec les sources syriaques identifiées, et à ne mentionner finalement ce texte qu’à titre d'élaboration compilatoire. Dans une étude parue en 2002, Ilaria Ramelli affirme elle aussi que la chronologie qui sous-tend cette Chronique est confirmée sur plusieurs points par d'autres sources.

## Édition
- Peter Kawerau, Die Chronik von Arbela, CSCO 467/468 (Script. Syri 199/200), Peeters, Louvain, 1985.